# La Habana Tres
La Habana Tres är en ort i Mexiko.   Den ligger i kommunen Hermosillo och delstaten Sonora, i den nordvästra delen av landet, 1 600 km nordväst om huvudstaden Mexico City. La Habana Tres ligger 116 meter över havet och antalet invånare är 116.
Terrängen runt La Habana Tres är platt. Runt La Habana Tres är det ganska glesbefolkat, med 45 invånare per kvadratkilometer. Närmaste större samhälle är Alejandro Carrillo Marcor, 6,7 km väster om La Habana Tres. Omgivningarna runt La Habana Tres är i huvudsak ett öppet busklandskap.